# Vert-Toulon
Vert-Toulon és un municipi francès, situat al departament del Marne i a la regió del Gran Est. L'any 2007 tenia 303 habitants.

## Demografia

### Població
El 2007 la població de fet de Vert-Toulon era de 303 persones. Hi havia 128 famílies, de les quals 36 eren unipersonals (20 homes vivint sols i 16 dones vivint soles), 48 parelles sense fills, 36 parelles amb fills i 8 famílies monoparentals amb fills.
La població ha evolucionat segons el següent gràfic:
Habitants censats

### Habitatges
El 2007 hi havia 159 habitatges, 133 eren l'habitatge principal de la família, 8 eren segones residències i 18 estaven desocupats. Tots els 159 habitatges eren cases. Dels 133 habitatges principals, 107 estaven ocupats pels seus propietaris, 22 estaven llogats i ocupats pels llogaters i 4 estaven cedits a títol gratuït; 2 tenien dues cambres, 12 en tenien tres, 42 en tenien quatre i 77 en tenien cinc o més. 125 habitatges disposaven pel capbaix d'una plaça de pàrquing. A 59 habitatges hi havia un automòbil i a 66 n'hi havia dos o més.

### Piràmide de població
La piràmide de població per edats i sexe el 2009 era:
| Homes | Edats   | Dones |
| ----- | ------- | ----- |
| 0     | 95 o +  | 0     |
| 4     | 90 a 94 | 0     |
| 0     | 85 a 89 | 4     |
| 0     | 80 a 84 | 0     |
| 4     | 75 a 79 | 4     |
| 4     | 70 a 74 | 16    |
| 16    | 65 a 69 | 0     |
| 8     | 60 a 64 | 28    |
| 4     | 55 a 59 | 8     |
| 12    | 50 a 54 | 8     |
| 8     | 45 a 49 | 8     |
| 8     | 40 a 44 | 16    |
| 12    | 35 a 39 | 12    |
| 12    | 30 a 34 | 8     |
| 20    | 25 a 29 | 4     |
| 0     | 20 a 24 | 0     |
| 12    | 15 a 19 | 4     |
| 4     | 10 a 14 | 20    |
| 12    | 5 a 9   | 12    |
| 4     | 0 a 4   | 8     |

## Economia
El 2007 la població en edat de treballar era de 193 persones, 156 eren actives i 37 eren inactives. De les 156 persones actives 146 estaven ocupades (85 homes i 61 dones) i 10 estaven aturades (6 homes i 4 dones). De les 37 persones inactives 20 estaven jubilades, 6 estaven estudiant i 11 estaven classificades com a «altres inactius».

### Ingressos
El 2009 a Vert-Toulon hi havia 134 unitats fiscals que integraven 307 persones, la mediana anual d'ingressos fiscals per persona era de 21.971 €.

### Activitats econòmiques
Dels 8 establiments que hi havia el 2007, 2 eren d'empreses alimentàries, 1 d'una empresa de comerç i reparació d'automòbils, 1 d'una empresa de transport, 1 d'una empresa d'hostatgeria i restauració, 1 d'una empresa de serveis i 2 d'empreses classificades com a «altres activitats de serveis».
Dels 3 establiments de servei als particulars que hi havia el 2009, 2 eren perruqueries i 1 restaurant.
L'únic establiment comercial que hi havia el 2009 era una fleca.
L'any 2000 a Vert-Toulon hi havia 83 explotacions agrícoles que ocupaven un total de 2.080 hectàrees.

## Poblacions més properes
El següent diagrama mostra les poblacions més properes.